# Luciano Agostini
Luciano Agostini (Rotella, 22 agosto 1958) è un politico italiano.

## Biografia
Militante del Partito Comunista Italiano fin dalla gioventù, ne diventa funzionario. Nel 1985 viene eletto consigliere comunale con il PCI a Offida ed è nominato assessore, restando in carica fino al 1992. In tale anno viene eletto sindaco del medesimo comune per il Partito Democratico della Sinistra, carica che mantiene fino al 1999. 
Nel 2000 diventa consigliere regionale delle Marche per i Democratici di Sinistra, ricoprendo anche la carica di assessore con deleghe al bilancio, all'agricoltura e alle politiche comunitarie; confermato alle elezioni regionali del 2005, in tale anno viene nominato anche vicepresidente della Regione con deleghe al commercio e al turismo.
Viene eletto deputato nel 2008 e nel 2013 nella circoscrizione XIV Marche, in entrambe le occasioni tra le file del Partito Democratico. Membro della commissione Agricoltura, durante la XVII legislatura ne diventa segretario. Termina il proprio mandato parlamentare nel 2018.